# Erwin de Vries
Pour les articles homonymes, voir de Vries.
Erwin de Vries, né le 21 décembre 1929 à Paramaribo (Guyane néerlandaise, aujourd'hui Suriname) et mort le 31 janvier 2018 dans la même ville, est un peintre, sculpteur et graveur surinamien, considéré comme le «parrain de l'art surinamien moderne».
Demi-frère de Henry Lucien de Vries, qui fut l'avant-dernier gouverneur-général de la Guyane néerlandaise, il étudie aux Pays-Bas avec Ossip Zadkine. Ses œuvres ont été exposées notamment au Stedelijk Museum et au Nationaal Monument Slavernijverleden d'Amsterdam, ainsi qu'en Jamaïque.